# Heads Up (Jain)
Heads Up is een nummer van de Franse zangeres Jain uit 2017. Het is de derde single van haar debuutalbum Zanaka.
"Heads Up" is een optimistische en krachtige oproep tot hoop en positiviteit, zeker in tijden van angst en onrust. Jain schreef het nummer nadat ze was verhuisd naar Parijs, in een periode waarin de rechts-populistische politiek aan kracht won. Ze roept op om niet vanuit angst te handelen, maar juist met openheid en verstand. Het nummer werd veel gedraaid op de Franse radio, maar bereikte slechts de 128e positie in de Franse hitlijsten. In Wallonië had het nummer meer succes, met een 4e positie in de Tipparade.

## Tracklijst
- Muziekdownload

1. "Heads Up" - 3:31